# Ben Webster
Ben Webster (Benjamin Francis Webster) (Kansas City, Missouri, 1909. március 27. – Amszterdam, 1973. szeptember 20.) amerikai tenorszaxofonos.

## Életpályája
Webster hegedű- és zongoratanulmányokat folytatott. Zongoristaként kezdte a zenészpályát, és 1930 körül kezdett szaxofonozni. Egy évvel később már Bennie Motennel játszott, majd Andy Kirkkel és Fletcher Hendersonnal zenélt. Sok együttessel játszott New Yorkban és környékén, így Duke Ellingtonnal is. 1940-ben az „Ellingtonband” állandó tagja volt, aztán szólista lett.

## Lemezei
- 1953: King of the Tenors
- 1953: Ben Webster és a Modern Jazz Quartet
- 1955: Music for Loving
- 1955: Music with Feeling
- 1956: The Album Art Tatummal)
- 1957: The Soul of Ben Webster
- 1957: Coleman Hawkinssal
- 1957: Soulville
- 1959: Ben Webster Meets Oscar Petersonnal
- 1959: Ben Webster and Associates (és Roy Eldridge, Coleman Hawkins)
- 1959: Meets Gerry Mulligan
- 1960: The Warm Moods
- 1960: Ben Webster at the Renaissance
- 1962: Ben and Sweets
- 1963: Soulmates (com Joe Zawinulnal)
- 1964: See You at the Fair
- 1965: Stormy Weather
- 1965: The Jeep Is Jumpin'
- 1965: Live at The Jazzhus Montmartre
- 1967: Meets Bill Coleman
- 1967: Black Lion Presents
- 1969: Tribute to Duke Ellingtonnal
- 1972: Makin' Whoopee

## Forrás
- Passzió